# AviaSelva
AviaSelva fue una aerolínea de Perú con base en el Aeropuerto Internacional Coronel FAP Francisco Secada Vignetta, en Iquitos. Operaba vuelos interdepartamentales en Perú, Brasil y Colombia.

## Destinos
- Perú
  - Iquitos / Aeropuerto Internacional Coronel FAP Francisco Secada Vignetta
  - Juanjuí / Aeropuerto de Juanjui
  - Pucallpa / Aeropuerto Internacional Capitán Rolden
  - Tarapoto / Aeropuerto Comandante FAP Guillermo del Castillo Paredes
  - Yurimaguas / Aeropuerto Moisés Benzaquen Rengifo
- Colombia
  - Leticia / Aeropuerto Internacional Alfredo Vásquez Cobo
- Brasil
  - Manaus / Aeropuerto Internacional Eduardo Gomes

## Flota
- Cessna 206

- Datos: Q4828503